# Kanton Saint-Paul-4
Der Kanton Saint-Paul-4 war von 1991 bis 2015 ein französischer Wahlkreis im Arrondissement Saint-Paul des Übersee-Départements Réunion. Er umfasste einen Teil der Gemeinde Saint-Paul.